# 千代田 (千代田區)
千代田（日语：／ Chiyoda */?）是東京都千代田區的町名，已實施住居表示。人口85人。郵遞區號100-0001。

## 地理
位於千代田區中央，未設丁目，全域區都屬千代田1番街區。宮內廳在內的皇居為1番1號，宮內廳醫院為1番2號，皇宮警察本部為1番3號。
因為是皇居所在地，作為本籍地的人氣非常高。

### 橋
- 北桔橋
- 平川橋

- 二重橋
- 西桔橋

### 濠
- 大手濠
- 蛤濠
- 櫻田濠

- 二重橋濠
- 半藏濠
- 平川濠

### 門
- 大手門
- 北桔橋門
- 皇居正門

- 半藏門

- 平川門

## 歷史

### 沿革
- 1967年（昭和42年）4月1日－實施住居表示，成立千代田[4]。

### 町名變遷
| 實施後 | 實施年月日   | 實施前                 |
| ------ | ------------ | ---------------------- |
| 千代田 | 1967年4月1日 | 千代田區一番（皇居内） |

## 設施

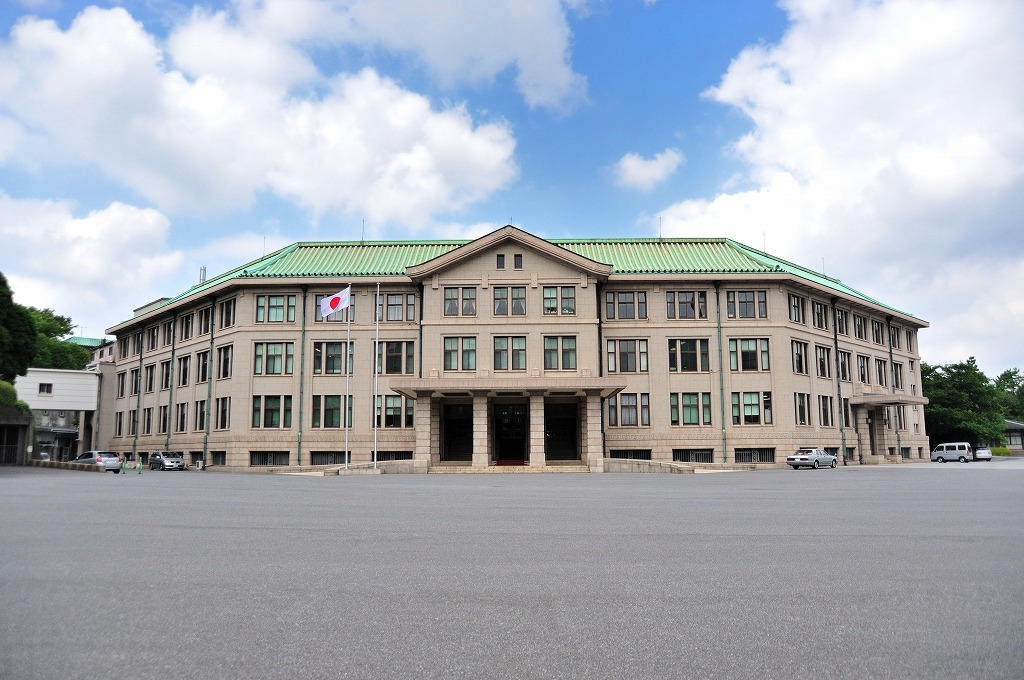
宮内廳廳舍

### 機關
- 宮内廳

### 庭園
- 皇居東御苑

## 備註
1. ↑  住居表示実施地区と未実施地区一覧 （页面存档备份，存于） - 千代田区 2011年10月22日閲覧。
2. ↑  .   [2013-08-01]. （原始内容存档于2013-10-23）.
3. ↑  數字為皇宮警察相關人士。天皇、皇后不計入住民基本台帳的居民數
4. ↑  同年4月11日、自治省告示第81号